# Concile de Paris (553)
Pour les articles homonymes, voir Concile de Paris.
Le concile de Paris de 553 est le deuxième concile se tenant à Paris ; il est convoqué par Childebert Ier, probablement en 553.

## Controverse sur la date
La date de cette assemblée donne encore lieu à controverse : on trouve généralement 553, 551 ou 552.  La date retenue ici est celle indiquée par Louis Mas Latrie dans son ouvrage Chronologie historique des papes, des conciles généraux et des conciles des Gaules et de France. L’historien bénédictin du XVIIIe siècle Remi Ceillier donne quelques éléments pour tenter de fixer cette date.

## Description
Ce concile est convoqué par Childebert et présidé par Sapaudus, l’évêque d’Arles. Il  dépose et fait enfermer dans un monastère Saffaracus, l’évêque de Paris, remplacé par Eusèbe.
L'évêque de Lyon, Sacerdos, meurt à Paris peu de temps avant la tenue de ce concile.

## Participants
Ce concile se déroule avec une assemblée de 27 évêques et évêchés, listés dans la boite déroulante ci-dessous : 